# Ромон, Жак Савойский
Жак Савойский (фр. Jacques de Savoie; 12 ноября 1450, Женева — 30 января 1486, Ам (Пикардия), граф де Ромон — бургундский военачальник и государственный деятель.

## Биография
Один из младших сыновей герцога Людовика I Савойского и Анны Кипрской.

### Графство Ромон
Получил в апанаж баронию Во с городом Ромон-ле-Фрибур, возведённую в ранг графства де Ромон актом, данным в Кьери 24 февраля 1460. В действительное владение графством и баронией Во Жак Савойский вступил лишь в 1467 году, после того как прежний сеньор Во стал герцогом Савойским Амедеем IX. Пользуясь слабостью савойского правительства, Жак в 1471 году превратил свое владение в подобие княжества, управляемого наместником. При помощи Карла Смелого он отвоевал семь шателений, относившихся к области Во, но считавших своим сеньором Амедея IX (Мора, Пайерн, Кюдрефен, Монтаньи-ле-Мон, Гранкур, Сен-Круа, Ле-Кле и Корбьер). Завоевание было оформлено трактатами в Лаперузе и Монмельяне 8 августа и 5 сентября 1471.
Предположительно, после этого граф утвердил городские вольности и вместе со Штатами Во кодифицировал кутюмы этой страны.

### Служба Карлу Смелому
Несмотря на то, что его сестра Шарлотта была замужем за Людовиком XI, граф де Ромон был одним из наиболее преданных лейтенантов Карла Смелого и союзником своей невестки Иоланды, регентши Савойи с 1472.
На бургундской службе Жак Савойский впервые появился в 1468 году в Перонне, во время ареста короля Людовика XI, а после подписания Пероннского договора вместе со своим братом Филиппом де Брессом, был одним из предводителей похода на восставший Льеж.
Вызванный герцогом Бургундским в 1474 году во Фландрию, граф сначала отправился в Берн, оповестить его жителей о своем отъезде и просить взять под защиту страну Во, с чем бернцы согласились. Карл Смелый назначил его генеральным наместником в Артуа, границы которого граф защищал в период осады Нойса.
В это время Людовик XI склонил швейцарцев к объявлению войны Бургундии (26.10.1474). Опасаясь швейцарской угрозы, регентша Савойи провела конференцию, на которой бернцы потребовали в качестве условий сохранения мира, чтобы Жак покинул бургундскую службу, а в крепости страны Во были бы введены бернские гарнизоны (январь 1475). После отказа Иоланды, бернцы захватили несколько крепостей в романской области, а в мае овладели Грансоном.
Франко-бургундская война возобновилась, и армия Бурбонского бастарда осадила Жака Савойского в Аррасе. 23 июня осаждённые устроили вылазку, во время которой под графом де Ромоном была убита лошадь, и пронёсся слух о его смертельном ранении.
После того, как Эдуард IV 6 июня 1475 высадился в Кале, чтобы завоевать «свое королевство Францию», Карл Смелый, снявший осаду Нойса, отправил к английскому королю Жака де Ромона. Английская экспедиция вскоре закончилась подписанием договора в Пикиньи, после чего Карл был вынужден заключить Солёврский договор (13.09.1475). В следующем месяце, овладев Лотарингией, герцог поручил графу де Ромону ведение войны с бернцами и назначил его генеральным наместником Бургундии. Берн и Фрибур немедленно объявили графу войну (14 октября) и вторглись в страну Во, пройдя по ней с грабежами и убийствами.
После этого граф де Ромон стал косвенным виновником несчастий герцога. Карл Смелый, заключивший в декабре 1475 перемирие с кантонами, беспрестанно выслушивал жалобы Иоланды и её деверя, просивших о помощи против швейцарцев и валезан. В результате уже в январе 1476 герцог дал Ромону бургундские войска, с которыми тот вступил в Во, вернул себе Ивердон, после чего возвратился в Бургундию. Затем Карл ввёл гарнизоны в Лозанну и Ромон. Сам он отвоевал Грансон, после чего направил отряд Жака де Ромона занять страну Во. Благодаря этому поручению граф избежал участия в сражении при Грансоне 2 марта.
В конце марта бернцы осадили графа в Ромоне, но были вынуждены отступить, и Жак присоединился к Карлу Смелому, укрывшемуся после поражения в Лозанне. В новой армии, собранной против швейцарцев, Жак де Ромон занимал восьмую батальную линию. 9 июня бургундские войска подошли к Муртену, принадлежавшему графу де Ромону. Сам он со своим корпусом расположился к северо-востоку от города, и 18 июня предпринял с этого направления безуспешный штурм. Через четыре дня состоялась битва при Муртене, в которой пехота Карла Смелого была полностью уничтожена швейцарцами.
Граф де Ромон, видя плохой оборот дела, сумел с оружием в руках проложить себе дорогу сквозь вражеские порядки, и укрылся в своем замке Ромон, где храбро оборонялся от фрибурцев, взявших его в осаду, и полностью разрушивших город после бегства Жака Савойского.

### Война за Бургундское наследство
Избежав участия в разгроме при Нанси, граф де Ромон укрылся в Нидерландах, где поступил на службу к Марии Бургундской. В качестве капитана Арраса он не смог защитить Артуа от французского вторжения, но в августе 1477 отбросил армию Людовика XI от Сент-Омера.

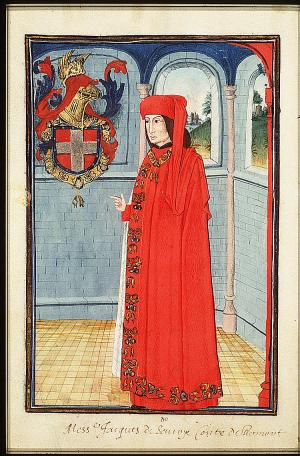
Жак Савойский

1 мая 1478 на капитуле в Брюгге Максимилиан Габсбург, ставший мужем Марии Бургундской, принял Жака Савойского в рыцари ордена Золотого руна.
19 мая, командуя немецким отрядом, граф де Ромон отвоевал у французов замки Боссю и Тюлен. Назначенный 5 июня капитан-генералом Брюгге и Вестланда, он прогнал французов, подошедших к Ипру. В июле он тщетно пытался убедить Максимилиана не заключать перемирие и не распускать войска. Сам он перемирие не соблюдал, и продолжал грабежи на французской границе.
После возобновления военных действий Жак, которому было поручено главное командование войсками во Фландрии, в начале мая овладел Камбре, Бушеном и Кревкёром, а 16 июня отразил французское нападение на Дуэ. Затем он был назначен капитан-генералом на море, и захватил три судна, перевозивших подарки и военное снаряжение от Людовика XI лорду Скейлзу, отказался передать свою добычу Эдуарду IV и продал ее в Слейсе.
В Сент-Омере он присоединился к Максимилиану, выступившему 22 июля в поход, и был одним из капитанов армии при осаде Теруана. В качестве командующего авангардом, состоявшим из фламандских ополченцев, граф де Ромон проявил большое мужество в битве при Гинегате, где получил опасное ранение в ляжку.
21 августа войска Ромона захватили жалование, предназначенное французским гарнизонам, после чего граф вместе с Максимилианом вернулся во Фландрию. В октябре в качестве генерального наместника он начал кампанию с брюггцами, с целью отражения французских набегов. Он овладел замками Маланнуа и Льетр, приказал сжечь Лиллер, и вместе с эрцгерцогом организовал демонстрацию перед Сен-Полем и Аррасом, но, из-за недостатка денег Максимилиан был вынужден распустить войска. Через некоторое время Ромон заставил французских наемников отступить за реку А.
В феврале 1480 он намеревался снова выступить, но этому помешала рана, полученная при Гинегате. В мае граф отразил французское нападение на Кассель, в июне его агенты безуспешно пытались спровоцировать в Турне выступление в пользу Максимилиана. В июле Жак, всеми силами стремившийся отмстить Людовику, из-за которого потерял баронию Во, приказал собрать общее ополчение Фландрии и Артуа. Испуганный король Франции просил Максимилиана и своего шурина о перемирии, но 15 августа граф де Ромон соединился у Берг-Сен-Виннока с войсками Жана де Дадизеле, и преследовал французов до окрестностей Эра. После этого Людовик сделал новые мирные предложения.
12 октября Жак де Ромон был назначен одним из полномочных представителей на переговорах с французами. Он предложил перемирие на семь месяцев, до следующего апреля, на что Людовик согласился, но города Фландрии были недовольны тем, что соглашение заключено без их участия.
После продления перемирия Жак де Ромон участвовал в капитуле ордена Золотого руна в Хертогенбосе 5 мая 1481. В следующем месяце он отправился на конференцию в Аррас для урегулирования споров между фламандцами и французами. Фламандцы отказались принять его посредничество, и граф уехал в Дуэ. Тем не менее, вскоре он вернулся вместе с папским легатом Джулиано делла Ровере, и снова попытался заставить стороны заключить мир, но этому помешало вмешательство вдовствующей герцогини Маргариты Йоркской. Кроме этого, существовали подозрения, что стремление графа де Ромона к миру было продиктовано его личными интересами, а не заботой об общем благе.
Смерть Марии Бургундской 27 марта 1482 воодушевила Людовика XI. Граф де Ромон, которому было поручено оборонять отвоеванный Бушен, просил помощи у Штатов Эно. 24 сентября он соединился у Хасселта с Филиппом Клевским, руководителем экспедиции против Гийома де Ламарка, убившего льежского епископа Луи де Бурбона, но вскоре вернулся во Фландрию, собираясь окончить войну с французами. Вскоре Штаты Фландрии вынудили Максимилиана подписать невыгодный Аррасский мир (23.12.1482), по условиям которого король Франции обещал Жаку Савойскому содействие в возвращении сеньории и графства Ромон, страны Во, и других земель и сеньорий, которые тот имел в Савойе. В действительности, область Во по условиям Фрибурского мира 13 августа 1476 отошла к Савойской короне, и графу де Ромону пришлось заняться поиском новых владений в Нидерландах.

### Гражданская война во Фландрии
В январе 1484 Жак стал одним из четырех опекунов Филиппа Красивого, и в том же году он вступил в брак со своей племянницей, Марией Люксембургской, богатой наследницей, на сестре которой позднее женился Филипп Клевский.
Вскоре Штаты Фландрии назначили Жака капитан-генералом своих войск. В октябре Максимилиан отозвал полномочия, данные регентам Фландрии, те яростно протестовали и направили Анне де Божё от имени Штатов депутацию с просьбой о королевском вмешательстве. Во главе депутации стоял Жак де Ромон.
12 мая 1484 Жак вместе с другими рыцарями Золотого руна выступил против намерения Максимилиана провести новый орденский капитул. Канцлер ордена встретился с недовольными в Брюгге, и те заверили его в своей готовности к переговорам. 12 июня состоялась ассамблея членов ордена в Термонде, они быстро решили дела, касавшиеся ордена Золотого руна, но вопрос о мамбурии (регентстве) Максимилиана вызвал разногласия. 29 июня переговоры были прерваны и Ромон с коллегами удалился в Гент. В ярости Максимилиан конфисковал у него землю и город Ангьен, которые в следующем году передал Филиппу Клевскому.
Осенью 1484 Карл VIII приказал своему дяде графу де Ромону и его сторонникам собрать армию против эрцгерцога, согласно оборонительному договору, заключенному 25 октября между Членами Фландрии и королем. Избранный регентами генерал-лейтенантом войск для борьбы с Максимилианом, Жак Савойский был утвержден в этой должности Генеральными Штатами, собравшимися в Брюсселе.
С 16-тыс. войском он опустошил границы Брабанта от Аша, Гасбека и Гримберга до ворот Брюсселя,  но по причине наступления холодов не добился большого успеха и в декабре был вынужден распустить армию, страдавшую от дизентерии.
Максимилиан воспользовался этим для перехода в наступление, в ноябре захватил Термонде, а 5 января 1485 Ауденарде, но гентский гарнизон, поставленный де Ромоном в Слейсе, помешал Жану д’Эгмонту, пытавшемуся в марте овладеть портом Кадсан.
Жак Савойский просил Карла VIII о помощи, вызвав французские войска для обороны границ и крепостей. Было решено собрать под командованием Жака большую армию в Дейнзе, и двинуть ее на Алст, но проект не был осуществлен из-за недостатка средств, так как духовенство Фландрии упорно отказывалось предоставлять финансовую помощь, и не скрывало своих симпатий к Максимилиану. С Гийомом Римом граф прибыл в Брюгге, обвинив собравшихся там священников, предлагая схватить тех, кто осмеливался говорить о подчинении Максимилиану, и приказать деканам Гента и Брюгге произнести проповеди перед народом в нужном духе.
Тем временем Максимилиан овладел Граммоном (5 апреля), и его войска осадили Калло на Шельде. Жак тщетно пытался вместе с везийцами, гентцами и брюггцами заставить противника снять осаду. Дамбы были разрушены и город 13 апреля был вынужден сдаться.

Кажется, что в этот момент Ромон, который принял титул графа де Сен-Поля, претендовал на управление всей Фландрией и скорее мечтал о том, чтобы выдать юного герцога Филиппа королю Франции, нежели чтобы вернуть его эрцгерцогу, его отцу.— Fris V. Romont (Jacques de Savoie, comte de, col. 935)
Карл VIII направил ему на помощь Филиппа де Кревкёра с многочисленным войском. Чтобы позволить французам пройти во Фландрию, граф де Ромон с 40 тыс. человек стал лагерем у Энама, блокировав гарнизон Ауденарде. Максимилиан не смог вынудить его оставить эту позицию, но сир де Менговаль, командовавший в Ауденарде, заманил лейтенанта Жака Савойского Адриана ван Рассегема под стены города и перебил его роту, после чего энамская армия разбежалась, и 25 апреля Жаку пришлось вернуться в Гент.
Через месяц, 24 мая, Кревкёр расположился с войсками в Дейнзе, но французы подвергли страну до района Экло такому разграблению, что Жаку пришлось запретить ввод их отрядов в Брюгге.
7 июня Гент восстал против Штатов и Франции, а лидеры антигерцогской группировки были схвачены, и обезглавлены после поспешного отступления войск Кревкёра. Граф де Ромон, находившийся вместе с Гийомом Римом и 300 французами в Алсте, был обвинен Яном ван Коппенхоле в намерении выдать Гент на разграбление, отказался возвращаться в город и укрылся в Гавере. Перебравшись в Брюгге, он направил гентским мятежникам письмо, в котором отрицал обвинения. В Брюгге также произошел переворот, и 15 июня Жаку пришлось бежать в Дюнкерк, а его жена и дворцовый распорядитель были схвачены. Опасаясь за свою жизнь, граф через Бурбур и Эр добрался до своей сеньории Сен-Поль.
Вся Фландрия перешла в руки Максимилиана, планировавшего конфисковать земли Ромона. Жак Савойский в августе-сентябре с флотилией крейсировал перед аббатством Дюн, надеясь освободить свою жену. Этой цели он не достиг, но, благодаря своему свояку провел переговоры с эрцгерцогом и добился помилования при условии, согласно которому Филипп Клевский становился наследником графини де Сен-Поль, в случае отсутствия у нее потомства. 30 января 1486 Жак Савойский умер в своем замке Ам, оставив супругу на седьмом или восьмом месяце беременности. Несмотря на рождение дочери, Филипп Клевский завладел всеми владениями свояченицы.

## Семья
Жена (1484, брак с папского разрешения): Мария де Люксембург (1472 — 1.04.1547), дочь Пьера II де Люксембурга, графа де Сен-Поля, и Маргариты Савойской
Дочь:
- Луиза-Франсуаза Савойская (1486 — 17.09.1511). Муж (3.08.1503): граф Генрих III фон Нассау-Дилленбург (1483—1538)